# Кшивін (Грифінський повіт)
Кшивін (пол. Krzywin, нім. Kehrberg) — село в Польщі, у гміні Відухова Грифінського повіту Західнопоморського воєводства.
Населення — 692 особи (2011).
У 1975-1998 роках село належало до Щецинського воєводства.

## Демографія
Демографічна структура станом на 31 березня 2011 року:
|          | Загалом | Допрацездатний вік | Працездатний вік | Постпрацездатний вік |
| -------- | ------- | ------------------ | ---------------- | -------------------- |
| Чоловіки | 343     | 73                 | 241              | 29                   |
| Жінки    | 349     | 78                 | 206              | 65                   |
| Разом    | 692     | 151                | 447              | 94                   |